# Дзимова къща
Дзимовата къща (на гръцки: Αρχοντικό Τζήμου) е жилищна сграда в македонския град Драма, Гърция.
Къщата е голямо имение, разположено на площад „Таксиархия“. Построена е в 1925 година от австриеца Конрад фон Вилас за тютюневия търговец Андреас Дзиму. Сградата е в еклектичен стил, в който са смесени елементи от традиционната местна македонска архитектура, ренесанса, барока и влияния от Централна Европа.